# Tyrannus albogularis
El tirano gorgiblanco (Tyrannus albogularis), también denominado tirano goliblanco (en Ecuador), tirano de garganta blanca (en Perú), pitirre gargantiblanco o pitirre de garganta blanca (en Venezuela) o sirirí brasileño (en Colombia), es una especie de ave paseriforme de la familia Tyrannidae perteneciente al género Tyrannus. Es nativo del centro norte de América del Sur.

## Distribución y hábitat
Es residente permanente y anida desde el extremo sureste de Venezuela (sureste de Bolívar), sur de Guyana, sur de Surinam, sur de la Guayana Francesa hacia el sur a través de la mayor parte del norte y centro de Brasil (Amapá, Pará, y Tocantins, al este hasta Isla de Marajó en la desembocadura del Amazonas, al sur hasta Mato Grosso do Sul, São Paulo, Minas Gerais y oeste de Bahía) y norte de Bolivia (Beni, norte de Santa Cruz); las poblaciones australes (pero se desconoce exactamente cuales) migran hacia el oeste en los inviernos australes (de mayo a agosto) a través de la cuenca del Amazonas occidental, llegando hasta el este y sureste de Colombia, este de Perú, sur de Venezuela y oeste amazónico de Brasil.
Esta especie es considerada poco común y local en sus hábitats naturales: las áreas arbustivas y bosques en galería, principalmente cerca de agua, prefiere formaciones de palmeras Mauritia, por debajo de 1000 m de altitud. Vive en los bordes de los bosques, áreas semiabiertas, sabanas o cerrados, caatingas, matorrales, áreas agrícolas, parques e jardines urbanos.

## Descripción
Mide en promedio 21 cm de longitud. La cabeza es de color gris claro; presenta una máscara negruzca, que contrasta con la garganta blanca. El pecho, el vientre y la región infracuadal son amarillos. El dorso y la nuca son de color oliváceo. Las alas y la cola son oscuras.

## Alimentación
Se alimenta de insectos.

## Sistemática

### Descripción original
La especie T. albogularis fue descrita por primera vez por el naturalista germano – argentino Carlos Germán Burmeister en 1856 bajo el mismo nombre científico; su localidad tipo es: «Bahía y Pernambuco, Brasil; error?, enmendado posteriormente para Lagoa Santa, Minas Gerais».

### Etimología
El nombre genérico masculino «Tyrannus» proviene del nombre específico Lanius tyrannus, cuyo epíteto en latín significa ‘tirano’, ‘déspota’, ‘dictador’; y el nombre de la especie «albogularis», se compone de las palabras del latín «albus» que significa ‘blanco’, y «gularis» que significa ‘de garganta’.

### Taxonomía
Es monotípica.